# Quanti amori (singolo)
Quanti amori è un singolo del cantautore italiano Gigi D'Alessio, pubblicato nei negozi in anticipo dell'omonimo album.